# جين ساميت
جين ي.ساميت  (بالإنجليزية: Jean E. Sammet)‏ (23 مارس 1928 في مدينة نيويورك - 20 مايو 2017) هي عالمة الحاسوب الأمريكية التي طورت لغة البرمجة FORMAC عام 1962.
حصلت على درجة البكالوريوس في الرياضيات من جامعة مونت هوليوك عام 1948 ودرجة الماجستير في الرياضيات من جامعة لينويس في يوربانا -شامبين في عام 1949. نالت شهادة دكتورة فخرية في العلوم من جامعة مونت هوليوك عام 1978.
كانت ساميت تعمل لدى سبيري جيروسكوب وذلك من عام 1955 وحتي عام 1958 حيث أشرفت على أول مجموعة برمجة علمية.ومن عام 1958 إلى عام 1961، عملت كموظفة استشارية لبحوث البرمجة لسيلفانيا وعضوة في مجموعة كوبول وانضمت في عام 1961 إلى آي بي إم إذ طورت FORMAC.
وهي أول لغة الكمبيوتر مستخدمة على نطاق واسع للمعالجة رموز الصيغ الرياضية.
في شركة IBM قامت بأبحاث في استخدام اللغةالانكليزية حصراً كلغة للبرمجة واستخدام اللغة المبسطة للبرامج الرياضية. كما عملت كمديرة تخطيط لبرمجة التكنولوجيا لنظام التقسيم الفيدارالي من عام 1968 إلى عام 1974، ومن ثم عملت كموظفة إدارة تكنولوجيا البرمجيات عام 1979.
أسست ساميت رابطة مكائن الحوسبة وهي عبارة عن لجنة مهتمة بشكل خاص بمعالجة الرمزية والجبرية(SICSAM)عام 1965 كما كانت رئيسة فريق المهتمين الخاص بلغات البرمجة(SIGPLAN) وأصبحت أول رئيسة ل رابطة مكائن الحوسبة من عام 1974 إلى 1976.

## أعمالها
سنة 1969 لغات البرمجة التاريخ والمبادئ برنتيس هول . ISBN 0-13-729988-5.
سنة 1960 وصف مفصل لـ كوبول

## الجوائز
- سنة 1989 جائزة لوفليس، ورابطة المرأة في مجال الحوسبة. (أرشفة عام 2008
- سنة 1994 زميلة في جمعية حوسبة الآلات
- سنة 1997 جائزة الخدمة المتميزة SIGPLAN (يناير لي وجان Sammet E.)
- سنة 2001 زميلة في متحف تاريخ الحاسوب
- سنة 2009 جائزة الريادة في الحاسوب (IEEE جمعية الحاسبات)